# Donskoje (Kraj Stawropolski)
Donskoje (ros. Донское) – wieś w Rosji, w Kraju Stawropolskim, ośrodek administracyjny rejonu trunowskiego. W 2010 liczyła 14 927 mieszkańców.